# Железничка станица Мала Плана
Железничка станица Мала Плана је једна од железничких станица на прузи Београд—Ниш. Налази се насељу Бресје у општини Велика Плана. Пруга се наставља у једном смеру ка Великој Плани и у другом према према Паланци. Железничка станица Мала Плана састоји се из 3 колосека.